# Mihatovići
Mihatovići is een plaats in de gemeente Poreč in de Kroatische provincie Istrië. De plaats telt 95 inwoners (2001).